# استوديوهات برايري سيرف
استوديوهات برايري سيرف (بالإنجليزية: Prairie Surf Studios)‏ (في الأصل مركز مؤتمرات ميرياد ثم مركز مؤتمرات كوكس) هو مجمع لإنتاج الأفلام يقع في وسط أوكلاهوما سيتي. كان في السابق مركزًا للمؤتمرات ومقرًا للعديد من فرق الدوري الصغير.